# Twofish-encryptiealgoritme
Twofish is een door Bruce Schneier, John Kelsey, Doug Whiting, David Wagner, Chris Hall en Niels Ferguson van het bedrijf Counterpane ontwikkelde blokversleutelingstechniek.
Twofish was een van de kandidaten voor de nieuwe Advanced Encryption Standard, die als vervanger voor DES moest gaan gelden. De keuze voor het vervangende protocol is bij de wedstrijd gevallen op het Belgische Rijndael. 
Twofish is net als DES en Blowfish een symmetrische blokversleutelingstechniek. Er wordt gebruikgemaakt van sleutellengtes van 128, 192 of 256 bits, waarmee blokken van 128 bits 16 maal worden versleuteld.
Het Twofish-algoritme is vrij beschikbaar.